# Esteban Gómez

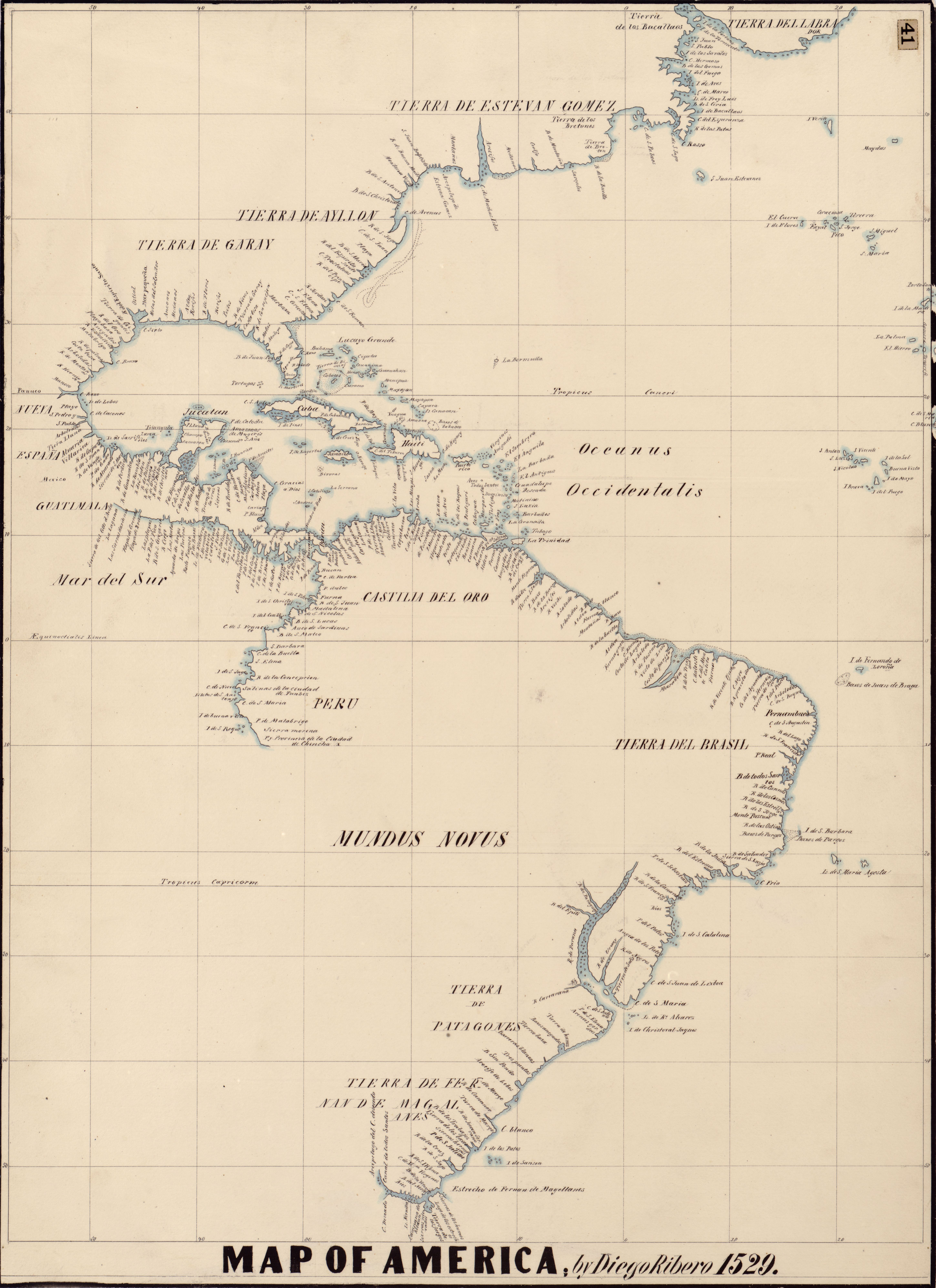
Amerikakarta av Diogo Ribeiro där Nordamerikas östkust benämns "Tierra de Esteban Gómez"

Esteban Gómez (portugisiska Estêvão Gomes), född cirka 1483 eller 1484 i Porto Portugal, död 1538, var en portugisisk-spansk kartograf och upptäcktsresande. Gómez deltog vid den första världsomseglingen 1519–1521 under Ferdinand Magellan men övergav expeditionen redan 1520.

## Biografi
Endast lite finns dokumenterat om Gómez tidiga liv, han föddes i Porto och gick till sjöss på Portugals Indien-expeditioner. Senare flyttade han till Spanien där han den 10 februari 1518 fick anställning vid Casa de la Contratación de Indias. Senare värvades han till Magellans expedition.

### Världsomseglingen
Den 10 augusti 1519 lämnade en expedition om 5 fartyg hamnen i Sevilla med Gómez på Magellans flaggskepp Trinidad.
Konvojen nådde Kap Virgenes den 21 oktober 1520, under utforskningen av kusten upptäcktes passagen "Estrecho de Todos los Santos" (Alla helgons sund, dagens Magellans sund) den 1 november. Under passagen utbröt ett myteri på San Antonio. Gómez som nu var styrman på fartyget överrumplade kaptenen Alvaro de Mesquita och fartyget lämnade konvojen den 20 november med kurs mot Spanien där de anlände till Sevilla den 6 maj 1521. Vid ankomsten fängslas hela besättningen. Efter frigivningen planerade Gómez en ny expedition.

### Nordamerika-expeditionen
Gómez lyckades övertala kung Carlos V att finansiera en ny expedition västerut till Kryddöarna. Den 4 september 1524 avseglade Gómes på karavellen La Anunciada från A Coruña.
Efter uppehåll i Santiago de Cuba fortsatte expeditionen norrut längs Nordamerikas kust från Florida upp Maine och ända till Cape Race på Avalonhalvön. Han utforskade en rad vattenvägar (däribland Fundybukten, Saint Lawrenceviken och Cabotsundet) och färdades längre norrut än någon upptäcktsresande före honom dock utan att hitta en passage till Stilla havet. Gómez återkom till A Coruña den 21 augusti 1525.

### Sydamerika-expeditionen
1535 deltog Gómez sedan i Pedro de Mendoza resa till Río de la Plata där han i februari 1537 medföljde på Juan de Ayolas expedition igenom Gran Chacoområdet. På hemvägen dödades alla expeditionsdeltagare på våren 1538 vid Paraguayfloden.